# Wartau
Wartau es una comuna suiza del cantón de San Galo, ubicada en el distrito de Werdenberg. Limita al norte con la comuna de Sevelen, al este con Triesen (FL), al sureste con Balzers (FL), al sur con Sargans y Mels, y al oeste con Flums y Walenstadt.

## Transportes
Ferrocarril
Cuenta con dos estaciones ferroviarias, Trübbach y Weite, situadas en las localidades homónimas.